# Valdemunitella fraudatrix
Valdemunitella fraudatrix är en mossdjursart som beskrevs av Gordon 1986. Valdemunitella fraudatrix ingår i släktet Valdemunitella och familjen Calloporidae. Inga underarter finns listade i Catalogue of Life.